# 新教联盟

新教联盟成员国

新教联盟（德語：Protestantische Union）是信奉新教的德意志诸国在普法尔茨选帝侯腓特烈四世的号召下于1608年成立的，用于保护盟国的主权，土地，和人民。联盟于1621年解散。两个导火索事件决定了联盟的形成。其一，神圣罗马皇帝鲁道夫二世和巴伐利亚公爵馬克西米利安一世于1607年在多瑙沃特恢复了天主教的影响。 其二，帝国会议于1608年决定，1555年奧格斯堡和约是否有效取决于之前被占有的教会土地的归还情况。为了回应天主教势力的反扑，以腓特烈四世为首的新教诸侯于1608年5月14日组成新教联盟。天主教联盟也于第二年在馬克西米利安一世的率领下成立。
联盟的盟国包括普法尔茨、诺伊堡、符腾堡、巴登、萨克森、拜罗伊特、安哈尔特、茨韦布吕肯、黑森-卡塞尔、勃兰登堡，以及自由市乌尔姆、斯特拉斯堡、纽伦堡、罗滕堡、巴特温茨海姆、施韦因富特、威爾堡、讷德林根、施韦比施哈尔、海尔布隆、梅明根、肯普滕、兰道、沃尔姆斯、施派尔、阿伦、京根。
尽管如此，萨克森选帝侯和其他几个重要的新教诸侯的缺席让联盟从诞生之初就缺少权威性。路德派和加尔文派的内斗也进一步削弱其实力。
普法尔茨选帝侯腓特烈五世（腓特烈四世的继承者）于1619年在神圣罗马皇帝斐迪南二世的反对下接受了波希米亚王位，但新教联盟在1620年签订乌尔姆条约拒绝给予其支持。斐迪南二世于1621年一月动用帝国禁令取消了他的选帝权。普法尔茨被迫将上普法尔茨割让给巴伐利亚。联盟于2月在海尔布隆的会议上正式向皇帝抗议其行径，但他将抗议置之脑后并命令联盟解散其军队。经共同商议后，联盟盟国最终决定服从斐迪南二世并于1621年5月14日正式宣告解散。